# アステリックス・ブリテンへ行く (映画)
『アステリックス・ブリテンへ行く』（仏: Astérix chez les Bretons）は、1986年のフランス・デンマークのアニメーション映画。漫画『アステリックス』のアルバム（単行本）「アステリックス・ブリテンへ行く」を基にしている。

## キャスト
| 役名                                     | 原語版声優             |
| ---------------------------------------- | ---------------------- |
| アステリックス / イデフィックス / 軍団兵 | ロジャー・カレル       |
| オベリックス                             | ピエール・トルネード   |
| ジョリトラックス                         | グラハム・ブシュネル   |
| セティンラプサス                         | ピエール・モンディ     |
| シャトーペトルス                         | モーリス・リッシュ     |
| ストラトクムルス                         | ロジャー・ルモント     |
| モトゥス将軍                             | ニコラス・シルバーグ   |
| エピデマイス                             | アルベール・オジェ     |
| フェイスデラックス                       | ジェラール・クローチェ |